# 魯日昌卡
49°20′50″N 26°59′35″E / 49.34722°N 26.99306°E
魯日昌卡（烏克蘭語：Ружичанка）是位於烏克蘭西部的村莊，由赫梅利尼茨基州裡赫梅利尼茨基區的羅茲索沙市鎮負責管轄。該村面積2.7平方公里，海拔高度307米，2017年人口1,848，人口密度每平方公里555.6人。